# Александър Сапунджиев
Александър Иванов Сапунджиев е български анархист и журналист, по професия земеделец и кооперативен деятел.

## Биография
Александър Сапунджиев е роден в село Бобошево на 18 февруари 1893 г. Прекарва живота си във варненското село Бяла. Животът и делото му са тясно свързани с борбата и развитието на анархистическото движение в България. Той често се явява редактор на анархистки издания, в които пише множество статии и има голям принос за развитието на движението в областта на теорията. В това отношение той прави доста повече от други анархистки деятели.
Сапунджиев се запознава с анархистичните идеи през 1911 г., по времето когато още учи в Кюстендил. Там участва в студентска група и публикува първата си статия на тема „Анархическият идеал“.
От 1913 до 1916 г. е студент във Филологическия факултет в София и учителства в провинцията след дипломирането си. През този период той поддържа редовни връзки с революционерите в София и Кюстендил. Мобилизиран е на фронта през Първата световна война като запасен подпоручик, награден с орден „За храброст“ IV степен. . След демобилизацията от армията Сапунжиев завършва Юридическия факултет, но никога не печели пари като адвокат, смятайки тази професия за несъвместима с анархистичните принципи.
Известно време живее в Кюстендил при баща си, бивш учител, интелигентен човек с либерални нагласи, с когото се разбира напълно. В Кюстендил се занимава с отглеждане на плодове.
На 1 май 1919 г. анархистите в града организират голям масов митинг. Сапунджиев е един от участниците в него. През юни същата година участва и като делегат в учредителния конгрес на Федерацията на анархо-комунистите в България. Впоследствие винаги участва във всички конгреси и национални конференции (мемоарите му се съхраняват в държавния архив). През същата година след улична демонстрация Сапунджиев е арестуван и осъден. Това е и неговото „бойно кръщение“.
Александър Сапунджиев е противник на експроприациите и тероризма, въпреки че е близък приятел на Васил Икономов. Той винаги е настоявал за образователна и социална дейност вместо терористични операции. През 1921 г. преподава в училището, но успоредно с това не спира анархистката си дейност. Така той участва в нелегалния конгрес на Федерацията на „малтийските ленти“ на Казанлъшкия Балкански полуостров. Осемнадесет членове на конгреса са арестувани на път за вкъщи, сред тях е и Сапунджиев.
Той е уволнен от работа, а учителската практика му е забранена завинаги. Не след дълго участва в издаването на нелегален анархистки вестник, а след това става редактор на „Работническа мисъл“. На заседание на членовете на земеделското правителство в София на 30 април 1922 г. той е сред арестуваните и след това изключен от правителството на Стамболийски. „Работническа мисъл“ се премества временно в Кюнстендил. Като делегат на 5-ия конгрес на ОФ в Ямбол, в началото на януари 1923 г. изготвя доклад за конгреса и участва в редакцията на решенията на конгреса.
Започва да издава месечното теоретично списание „Свободно общество“ и по-късно Сапунджиев става негов редактор. След Деветоюнския преврат списанието „Работническа мисъл“ е закрито, а Сапунджиев е арестуван и интерниран в лагер. През септември той отново е арестуван. В затвора се разболява от туберкулоза и прекарва няколко месеца на лечение в Александровската болница в София, а след това в санаториума в Искреца. През август 1924 г. се завръща в София и отново започва да списва издаването на „Свободно общество“.
Сапунджиев не одобрява атентата срещу цар Борис III през април 1925 г. и няма нищо общо с този терористичен акт, но властите изпращат за всеки случай Сапунджиев в малката му родина, тайно се надявайки, че македонските контрачети ще го ликвидират там. Сапунджиев разбира това и тайно емигрира в съседна Югославия. Там работи като портиер на гарата в Голям Бекерек. През 1927 и 1928 г. цялата група анархисти мигранти в Югославия се премества нелегално в Западна Европа и повечето от тях се установяват да живеят във Франция. Сапунджиев прави като тях.
Остава известно време в Париж, след което отива в Тулуза, където работи във фабриката за химически торове „Лония“ под името Никола Тенев. Тук българските анархисти поддържат съюзнически и другарски връзки с испанските емигранти и френските анархисти. Групата на българските анархисти се състои предимно от работници и студенти. Това е най-силната емигрантска организация във Франция с над сто и петдесет души членове по това време. Тази група става основата на бъдещата програма на ФАКБ за три до четири години. След като е амнистиран през 1930 г., Сапунджиев се завръща в България, където след издаването на брошурата му „Организация на въстаниците“ се отдава на активна дейност за сплотяване на движението. Участва на конгреса в Ловеч през август 1932 г. с доклад на тази тема.
Сапунджиев е редактор на актуализирания седмичник „Работническа мисъл“, ръководи издателската дейност на „Свободна мисъл“, превежда брошури. През цялото това време той търси работа. Въпреки че има два завършени факултета зад гърба си, той работи като вол, за да изкарва прехраната си.
За превод на брошура от френски е осъден на три месеца затвор, които прекарва в Централния софийски затвор. Когато животът на Сапунджиев в София става невъзможен, той се мести в село Бяла, Варненско. Отглеждането на грозде и работата в кооперация не прекъсват връзките му с Движението – присъства на всички нелегални пленуми на ОФ. Властите не са забравили за това. През 1942 г. го заточват на каторга в с. Голямо Пещене, където прекарва шест месеца. При новия режим след 9 септември 1944 г. той като много други също е арестуван и изпратен на лагер в Белене, но скоро е освободен оттам. До смъртта си Сапунджиев е верен на идеите на анархистическото движение.
Александър Сапунджиев умира на 6 юли 1975 г.